# Belgrandiella styriaca
Belgrandiella styriaca é uma espécie de gastrópode da família Hydrobiidae.
É endémica de Austria.